# Svenska Filminstitutet

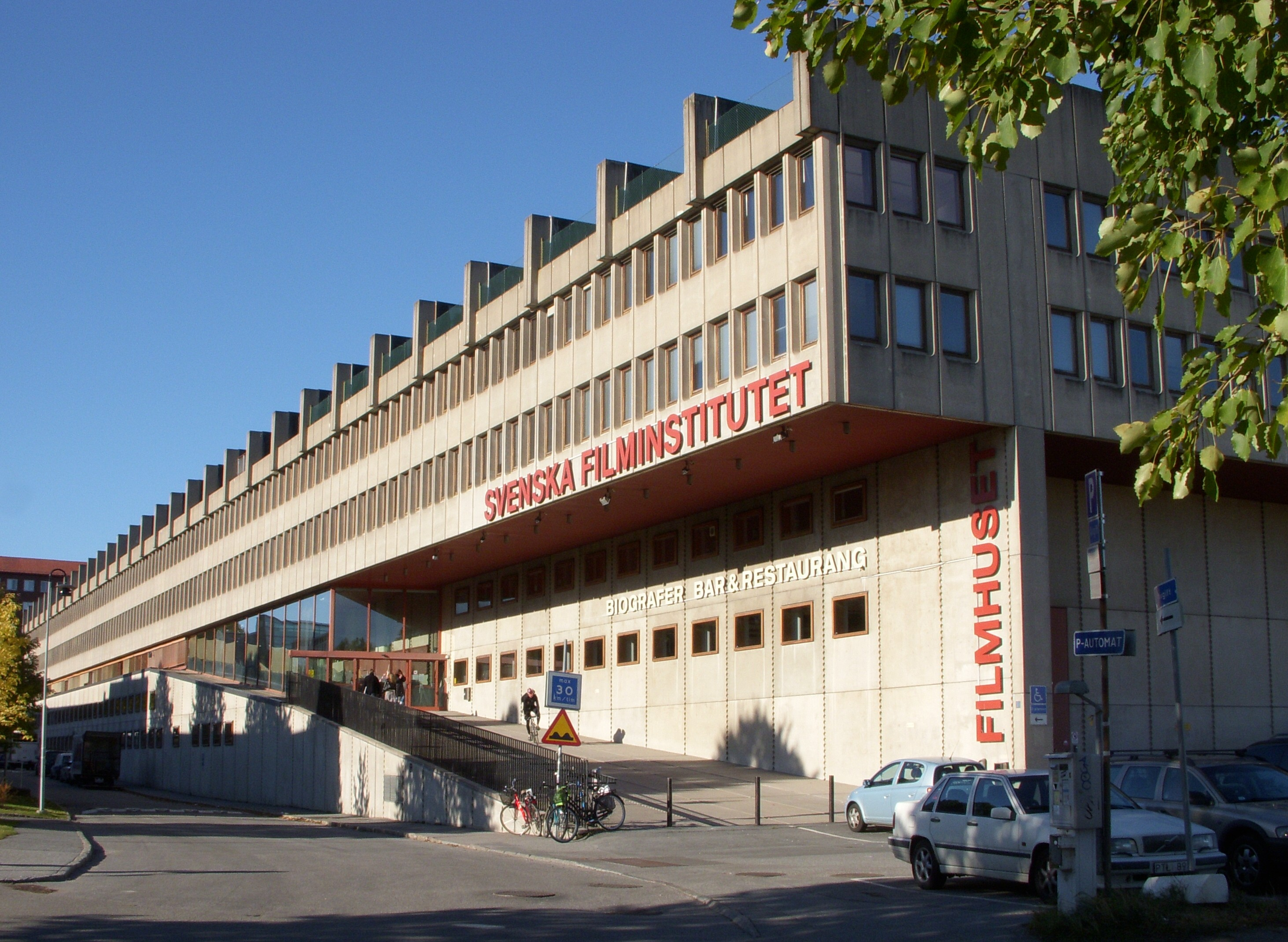
Siedziba Svenska Filminstitutet (2009)

Szwedzki Instytut Filmowy (szwed. Svenska Filminstitutet, ang. Swedish Film Institute) – powstała w 1963 organizacja rozwijająca szwedzką kinematografię. Siedziba instytutu mieści się w dzielnicy Östermalm w Sztokholmie.
Szwedzki Instytut Filmowy wspiera szwedzkich reżyserów oraz udziela dotacji budżetowych filmom, dystrybutorom i reklamowaniu szwedzkiego filmu w Szwecji. Promuje również rodzimą kinematografię za granicą. Instytut co roku przyznaje nagrody Złoty Żuk. Prowadzi bazę filmową Svensk Filmdatabas.

## Prezesi
- 1963–1970 Harry Schein
- 1970–1972 Bo Jonsson
- 1972–1978 Harry Schein
- 1978–1982 Jörn Donner
- 1982–1989 Klas Olofsson
- 1989–1994 Ingrid Edström
- 1994–1998 Lars Engqvist
- 1998–1999 Hans Ottosson
- 1999–2006 Åse Kleveland
- 2006- Cissi Elwin

## Przewodniczący komisji
- 1963-1967 Krister Wickman
- 1967-1970 Roland Pålsson
- 1970-1978 Harry Schein
- 1978-1981 Per Ahlmark
- 1981-1984 Bert Levin
- 1984-1992 Hans Löwbeer
- 1992-1999 Åke Ahrsjö
- 1999-2005 Lisa Söderberg
- 2005- Håkan Tidlund